# 보림사

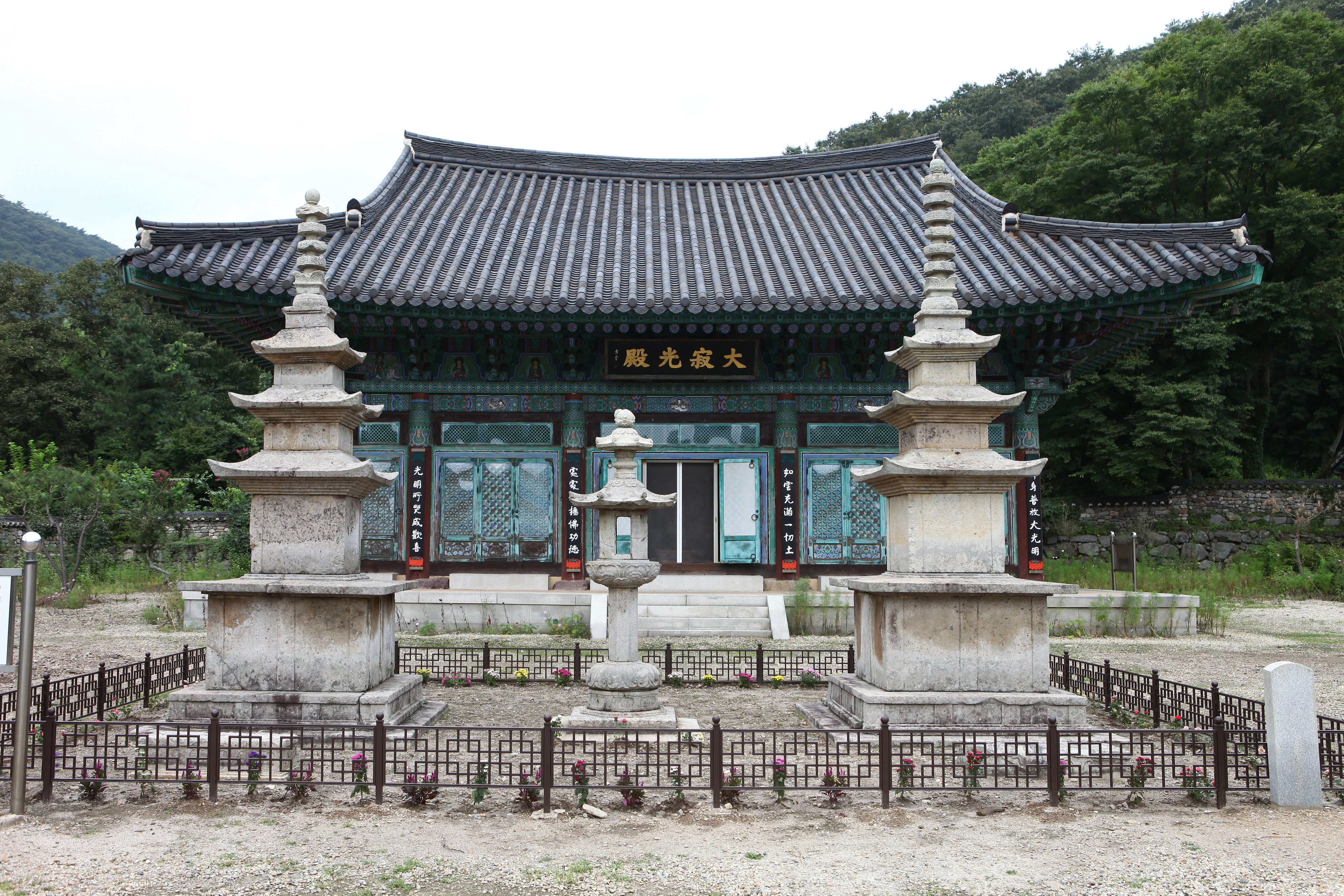
장흥 보림사 남·북 삼층석탑 및 석등 동쪽전경 (문화재청 촬영)

보림사(寶林寺)는 전라남도 장흥군 유치면 가지산 계곡(봉덕리 45번지)에 위치한 고찰이다. 동양 3보림(인도·중국·한국)의 하나로 한국에 선종이 가장 먼저 들어와 정착된 곳이기도 하다. 이 곳에 원표대덕이 터를 잡은 당시인 759년에는 초암의 형태를 벗어나지 못한 듯하며, 옛 모습의 보림사는 웅장하고 수려한 모습이었으나 조선시대 숭유억불정책으로 쇠락하다가 한국전쟁 때 병화를 겪기도 하였다. 현재 보림사에는 철조비로자나불 등의 국보와 보물, 지방문화재가 남아 있어 역사의 흐름과 한국의 불교미술사를 엿볼 수 있다. 또한 보림사에는 선승들이 즐겨 들었던 작설차가 특산품으로 전한다. 

## 소장 문화재

### 국보
- 장흥 보림사 남·북 삼층석탑 및 석등 : 국보 제44호
- 장흥 보림사 철조비로자나불좌상 : 국보 제117호

### 보물
- 장흥 보림사 동 승탑 : 보물 제155호
- 장흥 보림사 서 승탑 : 보물 제156호
- 장흥 보림사 보조선사탑 : 보물 제157호
- 장흥 보림사 보조선사탑비 : 보물 제158호
- 상교정본자비도량참법 권9~10 : 보물 제1252호
- 장흥 보림사 목조사천왕상 : 보물 제1254호

### 전라남도 시도유형문화재
- 보림사사천왕상복장계초심학인문 : 전라남도 시도유형문화재 제194호
- 보림사사천왕상복장고봉화상선요 : 전라남도 시도유형문화재 제195호
- 보림사사천왕상복장금강반야론 : 전라남도 시도유형문화재  제196호
- 보림사사천왕상복장대방광원각수다라료의경 : 전라남도 시도유형문화재 제197호
- 보림사사천왕상복장대전화상주심경 : 전라남도 시도유형문화재 제198호
- 보림사사천왕상복장몽산화상육도보설 : 전라남도 시도유형문화재 제199호
- 보림사사천왕상복장불설사십이장경 : 전라남도 시도유형문화재 제200호
- 보림사사천왕상복장육경합부 : 전라남도 시도유형문화재 제201호
- 보림사사천왕상복장언해판화관계불서 : 전라남도 시도유형문화재 제202호
- 보림사사천왕상복장진언·의식관계불서 : 전라남도 시도유형문화재 제203호
- 보림사사천왕상복장선종불서 : 전라남도 시도유형문화재 제204호
- 보림사사천왕상복장경전불서 : 전라남도 시도유형문화재 제205호

## 참고 자료
- 이 문서에는 다음커뮤니케이션(현 카카오)에서 GFDL 또는 CC-SA 라이선스로 배포한 글로벌 세계대백과사전의 내용을 기초로 작성된 글이 포함되어 있습니다.
- 이 문서에는 문화재청에서 공공누리 제1유형으로 배포된 자료를 바탕으로 한 내용이 포함되어 있습니다.